# گودی جمجمه‌ای پسین
گودی جمجمه‌ای پسین یا حفره کرانیال خلفی (انگلیسی: Posterior cranial fossa) از جلو پشتی زین ترکی، کنار فوقانی پتروز استخوان گیجگاهی و از عقب توسط صدف استخوان پس‌سری و ناودان‌های سینوسی عرضی محدود می‌گردد. در این حفره مخچه پل مغزی و بصل النخاع قرار می‌گیرند. این گودی وسیع‌تر، عمیق‌تر و پائین‌تر از گودی جمجمه‌ای دیگر است.